# Liste des voies et lieux-dits de La Chapelle-Saint-Mesmin
Cette page présente la liste des voies de La Chapelle-Saint-Mesmin telle qu’elle ressort de la situation 2022 publiée par les autorités le 6 mars 2023. Des notes explicatives sont reliées aux personnages et toponymes locaux et des liens sont établis vers les articles de Wikipédia dédiés à des rues ou à des patronymes associés à des rues de La Chapelle-Saint-Mesmin.
Les voies et lieux-dits sont classés selon le premier caractère du code RIVOLI du fichier FANTOIR des voies et lieux dits de la commune, à savoir : les voies (code numérique), les ensembles immobiliers (voies situées dans des copropriétés ou des lotissements, code A), les lieux-dits (B à W), les pseudos voies (châteaux, canaux, stations de métro, etc - code X), les voies provisoires (codes Y à Z).
Légende :
- en liens bleus soulignés : les articles relatifs à des rues chapelloises existant dans Wikipédia ;
- en liens bleus : les articles relatifs à des patronymes de voies existant dans Wikipédia ;
- en liens rouges : les articles relatifs à des patronymes de voies susceptibles d'être développés dans Wikipédia.

Carte des lieux-dits (hors zone urbaine) de La Chapelle-Saint-Mesmin.

## Récapitulatif
Le fichier FANTOIR 2022 des voies et lieux dits de La Chapelle-Saint-Mesmin (Mis à jour le 3 février 2023) recense 366 toponymes et odonymes, se décomposant en 98 lieux-dits et 266 voies :
| Voies      | Voies   | Voies | Voies  | Voies   | Voies  | Voies    | Voies   | Voies  | Voies  | Lieux-dits | Lieux-dits | Total |
| ---------- | ------- | ----- | ------ | ------- | ------ | -------- | ------- | ------ | ------ | ---------- | ---------- | ----- |
| Boulevards | Avenues | Rues  | Places | Squares | Routes | Impasses | Chemins | Allées | Autres | Lieux-dits | Autres     | Total |
| 1          | 6       | 152   | 6      | 2       | 3      | 35       | 40      | 9      | 12     | 98         | 2          | 366   |

## Lieux-dits et ensembles spécifiques
Jusqu'à la Seconde Guerre mondiale, les lieux-dits les plus peuplés organisaient leur propre fête de quartier, souvent pendant l'été (par exemple, la fête de la Gabellière en juillet, la fête du Bourg à la mi-août, la fête de la Guide en septembre,...) avec stands, jeux, manèges et bal.

### Lieux-dits
A
- Bel Air : L’expression bel air souligne l’aspect et la beauté du site. Utilisée dès 1141, elle est attestée pour la commune sur le cadastre de 1812[3] ;
- L'Ardoise : dérivé du Bas latin ardesia, désigne dès 1345 une plaque de pierre schisteuse façonnée servant à couvrir les maisons. Attestée pour la commune sur le cadastre de 1812[4] ;
- Bas de l'Ardoise : voir Ardoise
- Le Bas de l'Ardoise : voir Ardoise
- Les Neuf Arpents : apparu en 1080, dérivé du Bas latin arapennis ou arepennis, l'arpent était une mesure agraire valant la moitié du jugerum ou 28.800 pieds carrés[5].
- Les Auvernais : de Auvernat, cépage rouge local. Peut aussi provenir du bas latin alverniacus. Nom de personne latin d'origine ethnique Arvernus et pseudo-suffixe iacus[6].
- L'Azin : l'azin (variante : asin, lazin) désigne originellement un peuplier bouillard en Blésois et osier en Orléanais, mais aussi un nom de personne dès le XIVe siècle[7].

B
- Le Poirier Baron : composé de Poirier suivi de Baron, un nom de personne, propriétaire ou tenancier primitif[8].
- Clos des Barrières : attesté dans le cadastre de la commune de 1812[9].
- Devant Beauvois: Beauvois est une variante de Beauvais. L'expression est issue du latin médiéval bellum videre et français beau et veir ou voir, c’est-à-dire bel aspect. La forme Beauvais est obtenue par amuïssement du r et changement de la diphtongue oi en ai, qui se prononçaient de la même façon jusqu’au début XIXe siècle, ou sous l'influence de la ville de Beauvais, Oise[10].
- Derrière Beauvois : voir ci-dessus.
- Les Terres Blanches
- Les Blancs : Référence aux raisins blancs, les plus anciennement cultivés.
- Clos de Boësse : Originellement Bouesse (1781), Boise et Boisse (1812) : buis ou buisson.
- Le Petit Bois
- Les Boulardes
- Le Bourg
- Les Grèves du Bourg
- Les Hauts du Bourg
- La Bredauche : de Bretèche: ancienne forteresse.
- Les Bruelles : de breuil (origine gauloise): petit bois entouré d'un mur ou de bruyères.

C
- Les Cacoux : Cacoux et au XVIIIe : Cascoux. Vient probablement de cagou, en vieux français: qui vit mesquinement et ne voit personne.
- Clos du Camp : En référence au camp des indiens, les militaires britanniques d'origine indienne qui étaient stationnés à cet endroit pendant la 1re guerre mondiale.
- Les Carrefours
- Les Hauts Champs : Jusqu'en 1949, ce lieu-dit dépendait de la commune voisine d'Ingré. A la demande de ses habitants, le conseil municipal accepte son rattachement à la commune (délibération municipale du 23 août 1949).
- Le Château : Référence au Château des Hauts
- Clos de la Chaumette
- Le Four à Chaux : Ce lieu-dit, situé à la limite ouest de la commune, regroupait trois fours à chaux.
- Les Quatre Cheminées
- Les Chesnats : Issu probablement d'une forme ancienne du mot Chênaie : les Chânats, les Chanays, Chénas, Le Chesnay, Chênée : bois où prédomine le chêne.
- Les Petits Chesnats
- Le Petit Clos : Parcelle agricole close, du latin clausum : lieu fermé ou entouré.
- Les Clos : idem
- Les Grands Clos : idem
- Le Coteau
- Les Champs Coucoux
- Le Courant : Il s'agit peut-être d'un des bras de la Loire qui remontait autrefois jusqu'à cet endroit.
- Le Petit Courant
- Croquechâtaigne
- Devant Croquechâtaigne
- Derrière Croquechâtaigne

D
- Les Dangeaux : Provient peut-être des formes latines Donjolium, Dangiolum ou Domniolum (domaine seigneurial).

E
- Les Écauts
- Le Bas de l'Évier
- Le Grand Évier : C'est une ancienne réserve d'eau dans laquelle se jetait la rivière des bois.
- L'Évier : Canal de pierre servant d'égoût ou de réservoir dans une cour ou dans une allée.

F
- La Porte de Fer
- Les Forges
- Les Trois Fossés : Tranchée pour l'évacuation d'eau ou pour créer une séparation entre deux champs.
- Le Four : référence aux fours à pains.

G
- La Gabellière : ou La Gabillière (provient probablement du nom d'un ancien Seigneur du lieu : de La Gabillière)[11]. Ce fief (composé d'une maison, d'une grange, d'un colombier, de trois moyes de terre et d'un clos de vigne jusqu'au XVIe siècle) dénommé « Maison du Temple de la Gabellière » dépendait de la Commanderie de Saint-Marc d'Orléans qui y avait la haute, la moyenne et la basse justice[12].
- Le Gaigneau
- Les Garreaux
- Gouffaux : (ou Gouffault) : Référence probable à Étienne Fleureau de Guillonville, seigneur de Gouffault, propriétaire du château des Hauts vers 1767. Il est aussi possible qu'à cet emplacement, existaient avant la Révolution un château et une chapelle dont il est fait mention de cette dernière dans les registres paroissiaux de 1719 et 1721.
- Le Petit Gouffaux
- Les Grands Gouffaux
- Grattelard (ou Gratelard)
- La Grésie
- Les Grèves : Espace d'échouage de cours d'eau
- Les Gribouzis : (ou Gribouzys): Insecte de la vigne.

L
- Le Levereau : Le Levereau au XIXe siècle pouvait être orthographié : les Levereaux, les Levraux ou les Evraux[13].
- L'Orme au Loup

M
- Marmogne : Mot provenant peut-être de Marcomans.
- Le Clos à Michel
- Montaux : Lieu élevé qui se remarque.
- Le Bas de Monteloup
- Monteloup : Présence avérée de loups autrefois.
- Le Champ du Moulin
- Les Grands Muids
- Les Muids : Mesure de terre mais probablement aussi de vin.

N
- La Noue : Terre humide. Mot qui vient du bas latin : Nauda, lui-même issu du gaulois.

O
- Bas d'Orentay : Ou Oranté, Orenté, Aurenté, Laurenté, Haut Renté.
- Clos d'Orentay : idem
- Le Bas d'Orentay : idem
- Les Ouries

P
- Clos de Pailly
- Le Moulin de Pailly
- Moulin de Pailly
- Le Bas du Parc
- Le Parc
- La Pâtrie : Lieu où paissent des animaux.
- Les Trente Perches : Ancienne unité de mesure agraire.
- La Perrière
- La Perrière Sud
- La Grande Pièce
- Les Pierriers : Provient probablement de Pierrière: éboulis ou amas de cailloux.
- Les Pinaudiers (ou Les Pinodiers)
- Les Hautes Plantes
- Le Poirier Rond
- Entre Les Deux Ponts
- Les Pouloups

R
- Les Reineries
- Les Roussardes
- Les Quatre Rues

S
- Les Sables
- Les Sablons
- Clos de la Source (du Rollin) : Ruisseau dont la source se trouve aujourd'hui à Chaingy mais qui se trouvait autrefois sur La Chapelle.

V
- Les Vallées
- Clos de Vaussoudun : S'écrit également à partir du XVIIe : Vau(x) Soudin, V(e)ausoudun, V(e)aussoudun. Du latin Vallis subdecani (en 1248): domaine du doyen (des chanoines).

### Autres

#### Anciens lieux-dits
A
- L'Arche : Arche de pont qui enjambait La Rivière des Bois.
- L'Autruche (anciennement L'Autroche) : cette dénomination est à rattacher au nom d'une des plus anciennes maisons de cet ancien lieu-dit : La maison de l'Autruche qui existe encore possède des éléments de la Renaissance.

B
- La Barre de l'Ange ou Bardelange : provient peut-être du mot barre : barrière qui bloquait l'accès à un chemin.
- Le Bas de Monteau
- Bel air
- Bellevue
- Les Berges
- Les Bas Champs : En 1957, la commune voisine d'Ingré offre le rattachement de ce lieu-dit à La Chapelle (délibération municipale du 12 février 1957).

C
- Les Chaffauts : Local agricole dans lequel est stocké le foin. Voir fenil.
- Le Champ du Moulin
- Château Gaillard
- Le Clos du Four
- Le Coin Chaud
- Le Coin Rond
- Crève Coeur

E
- L'Enfer : Du latin infernus: Qui est bas (terrain bas ou profond).

F
- Les Fleuriots
- La Fosse Fondue

G
- Grand'Maison : le nom de cet ancien lieu-dit est à rattacher à la haute bâtisse, ancien vendangeoir (1er étage d’une ferme possédant un vignoble, ne communicant pas avec l’étage inférieur, affecté au logement du vigneron) qui s’y trouve toujours.
- Le Grand Chemin : Probablement identifié à une ancienne voie romaine.
- Le Grand Courant : Il s'agit peut-être d'un des bras de la Loire qui remontait autrefois jusqu'à cet endroit.
- Le Gros Chêne
- La Guide

H
- La Hutte
- Les Hauts

M
- Maison Brulée
- Maison Rouge : de Mansio, d'origine gallo-romaine. Certains historiens estiment que ce qu'on dénommait « maison rouge » servait de relais sur le parcours des voies romaines.

O
- Orentay Ou Oranté, Orenté, Aurenté, Laurenté, Haut Renté.

P
- Pailly (ou Pailli) : du latin Pataliacum ou pataleacus: domaine rural.
- La Patache : Bateau à fond plat et aussi le poste de péage pour les chalands.
- Le Pavillon
- Le Petit Muid
- Le Petit Pré
- La Petite Grésie
- La Petite Source
- Le Pigeon Vert : En référence à la ferme du Pigeon Vert qui s'étendait sur une trentaine d'hectares au début du XXe et qui a laissé la place à un restaurant. Le nom de Pigeon Vert proviendrait d'une légende selon laquelle un pigeon se serait posé sur des planches fraichement peintes en vert.

Q
- Les Quatre Cheminées

R
- Rivière des Bois : Ancien cours d'eau aujourd'hui busé.

S
- La Source ou la Source du Rollin : Ruisseau dont la source se trouve aujourd'hui à Chaingy mais qui se trouvait autrefois sur La Chapelle.

T
- La Tortue
- Le Trébuchet : Ancienne petite balance de précision.

V
- Vaussoudun : S'écrit également à partir du XVIIe : Vau(x) Soudin, V(e)ausoudun, V(e)aussoudun. Du latin Vallis subdecani (en 1248): domaine du doyen (des chanoines).
- Le Vert Galant

#### Ensemble immobilier
- Cité Michelin[14]

#### Châteaux
- Le château des Hauts ;
- Le Petit-Château abrite l'hôtel de ville depuis 1999. Bâtiment datant du XVIIIe siècle, initialement appelé Petit Château (pour le distinguer du château des Hauts) ;
- Le château des Tourelles, construit en 1869 ;
- Le petit château (à ne pas confondre avec l'autre petit château, actuel hôtel de ville), belle demeure possédant une cave voutée construite au Moyen Âge ;
- Le château de l'Ardoise ;
- Le Château de la Source du Rollin, construit au XIXe siècle.

## Voies

### Boulevard
- Boulevard Le Corbusier

### Avenues
- Avenue Georges Pompidou
- Avenue de la Rivière des Bois[15]
- Avenue des Dangeaux
- Avenue des Grands Clos
- Avenue des Vallées
- Avenue du 19 mars 1962

### Rues

#### A
- Haut – A
- B
- C
- D
- E
- F
- G
- H
- I
- J
- K
- L
- M
- N
- O
- P
- Q
- R
- S
- T
- U
- V
- W
- X
- Y
- Z

- Rue de Bel Air
- Rue d'Alembert
- Rue d'Aquitaine
- Rue Agnes Arber
- Rue de l'Arche
- Rue de l'Ardoise
- Rue des Neuf Arpents
- Rue Anna Atkins
- Rue de l'Autruche
- Rue des Auvernais
- Rue de l'Azone[16]

#### B
- Haut – A
- B
- C
- D
- E
- F
- G
- H
- I
- J
- K
- L
- M
- N
- O
- P
- Q
- R
- S
- T
- U
- V
- W
- X
- Y
- Z

- Rue Victor Baltard
- Rue du Poirier Baron
- Rue Jeanne Barret
- Rue Henri Beaudenuit[17]
- Rue de Beauvois
- Rue de Bellevue
- Rue de Béraire
- Rue Pierre Bergerard[18]
- Rue Hector Berlioz
- Rue Georges Bizet
- Rue des Terres Blanches
- Rue François Blondel
- Rue du Clos de Boësse
- Rue du Petit Bois
- Rue Louis Boucher[19]
- Rue des Boulardes
- Rue de la Bredauche
- Rue des Bruelles
- Rue de la Butte

#### C
- Haut – A
- B
- C
- D
- E
- F
- G
- H
- I
- J
- K
- L
- M
- N
- O
- P
- Q
- R
- S
- T
- U
- V
- W
- X
- Y
- Z

- Rue Cahotus
- Rue des Carriers
- Rue des Chaffauts
- Rue des Bas Champs
- Rue des Hauts Champs
- Rue de Chanteleau
- Rue Charlie Chaplin
- Rue Jacques Charles
- Rue du Château
- Rue du Petit Château
- Rue du Coin Chaud
- Rue du Grand Chemin
- Rue du Gros-Chêne
- Rue des Chesnats
- Rue de la Chistera[20]
- Rue des 3 Clés
- Rue Clovis
- Rue Jane Colden
- Rue Alexandre Collin
- Rue de la Corne
- Rue du Coteau
- Rue Cotteron
- Rue du Grand Courant[21]
- Rue du Petit Courant[21]
- Rue des Crève-Cœurs
- Rue de Croquechâtaigne
- Rue de la Curette
- Rue Pierre et Marie Curie

#### D
- Haut – A
- B
- C
- D
- E
- F
- G
- H
- I
- J
- K
- L
- M
- N
- O
- P
- Q
- R
- S
- T
- U
- V
- W
- X
- Y
- Z

- Rue Alphonse Daudet
- Rue Claude Debussy
- Rue Descartes
- Rue Diderot
- Rue Jacques Dufrasne[22]
- Rue Dupanloup

#### E - F
- Haut – A
- B
- C
- D
- E
- F
- G
- H
- I
- J
- K
- L
- M
- N
- O
- P
- Q
- R
- S
- T
- U
- V
- W
- X
- Y
- Z

- Rue de l'Église
- Rue Gustave Eiffel
- Rue de l'Enfer
- Rue de la Porte de Fer
- Rue des Forges
- Rue des Trois Fossés
- Rue du Four
- Rue César Franck
- Rue Eugène Freyssinet

#### G
- Haut – A
- B
- C
- D
- E
- F
- G
- H
- I
- J
- K
- L
- M
- N
- O
- P
- Q
- R
- S
- T
- U
- V
- W
- X
- Y
- Z

- Rue de la Gabellière
- Rue du Gaigneau
- Rue du Château Gaillard
- Rue de la Gare
- Rue de Gouffault
- Rue de la Grésie
- Rue Amelia Griffiths

#### H - I
- Haut – A
- B
- C
- D
- E
- F
- G
- H
- I
- J
- K
- L
- M
- N
- O
- P
- Q
- R
- S
- T
- U
- V
- W
- X
- Y
- Z

- Rue Aurelien Hatton[23]
- Rue des Hauts
- Rue Saint-Honoré
- Rue du Camp des Indiens[24]
- Rue d'Ingré

#### L
- Haut – A
- B
- C
- D
- E
- F
- G
- H
- I
- J
- K
- L
- M
- N
- O
- P
- Q
- R
- S
- T
- U
- V
- W
- X
- Y
- Z

- Rue Maurice Lalière[25]
- Rue Claude Lerude[26]
- Rue du Levereau[27]
- Rue de la Libération
- Rue des Scieurs de long
- Rue Guillaume de Lorris

#### M
- Haut – A
- B
- C
- D
- E
- F
- G
- H
- I
- J
- K
- L
- M
- N
- O
- P
- Q
- R
- S
- T
- U
- V
- W
- X
- Y
- Z

- Rue Grand' Maison[28]
- Rue André Malraux
- Rue de la Manufacture[29]
- Rue Hardouin Mansard
- Rue des Mariniers
- Rue de Marmogne
- Rue des Mazurets
- Rue Jehan de Meung
- Rue de Micy
- Rue Montaigne
- Rue de Montaut
- Rue de Monteloup
- Rue Montesquieu
- Rue Jean Moulin
- Rue du Moulin
- Rue des Muids
- Rue du Petit Muids

#### N - O
- Haut – A
- B
- C
- D
- E
- F
- G
- H
- I
- J
- K
- L
- M
- N
- O
- P
- Q
- R
- S
- T
- U
- V
- W
- X
- Y
- Z

- Rue Nationale
- Rue de la Noue
- Rue Nouvelle
- Rue d'Orentay

#### P
- Haut – A
- B
- C
- D
- E
- F
- G
- H
- I
- J
- K
- L
- M
- N
- O
- P
- Q
- R
- S
- T
- U
- V
- W
- X
- Y
- Z

- Rue de Pailly
- Rue du Petit-Pailly
- Rue du Paradis
- Rue du Parc
- Rue Pasteur
- Rue de la Perrière
- Rue des Pervenches
- Rue à Pic
- Rue des Pierrelayes
- Rue Ernest Pillon
- Rue du Placeau
- Rue Basse-Pointe
- Rue de la Poste
- Rue du Petit-Pré
- Rue Eugène Prévost

#### R
- Haut – A
- B
- C
- D
- E
- F
- G
- H
- I
- J
- K
- L
- M
- N
- O
- P
- Q
- R
- S
- T
- U
- V
- W
- X
- Y
- Z

- Rue Rabelais
- Rue de Rastignac
- Rue Mademoiselle Raucourt
- Rue Maurice Ravel
- Rue de la Roche
- Rue de Maison Rouge
- Rue Jean-Jacques Rousseau

#### S - V
- Haut – A
- B
- C
- D
- E
- F
- G
- H
- I
- J
- K
- L
- M
- N
- O
- P
- Q
- R
- S
- T
- U
- V
- W
- X
- Y
- Z

- Rue George Sand
- Rue Franz Schubert
- Rue du Sentier
- Rue de la Source[30]
- Rue Johann Strauss
- Rue des Tonneliers
- Rue de la Tortue
- Rue Le Trébuchet
- Rue Eugène Vanier[31]
- Rue de Vaussoudun
- Rue de Verdun
- Rue des Souffleurs de Verre
- Rue de la Verrerie
- Rue des Verriers
- Rue des Vignerons
- Rue François Villon

### Places
- Place du Bourg
- Place de l'Église
- Place des Grèves
- Place Martha Gellhorn[32]
- Place Saint Mesmin

### Squares
- Square Condorcet
- Square des Déportés (et du Souvenir Français)[33]

### Routes
- Route de Blois
- Route de Chaingy
- Route d'Orléans

### Impasses
- Impasse Paul Abadie
- Impasse de l'Âne
- Impasse Beaumarchais
- Impasse de Beauvois
- Impasse des Terres Blanches
- Impasse des Bleuets
- Impasse du Bouvreuil
- Impasse des Gros Cailloux
- Impasse des Chaffauts
- Impasse des Charpentiers
- Impasse du Gros Chêne
- Impasse des Coquelicots
- Impasse Robert de Cotte
- Impasse Gaston Couté
- Impasse Jacques Duban
- Impasse des Forestiers
- Impasse du Clos du Four
- Impasse Charles Garnier
- Impasse Grattelard
- Impasse Grosjean
- Impasse de l'if
- Impasse de l'Orme Au Loup
- Impasse Manet
- Impasse des Meuniers
- Impasse de la Mouillère
- Impasse des Muids
- Impasse Denis Papin
- Impasse de la Perrière
- Impasse Rodin
- Impasse des Roses
- Impasse de Maison Rouge
- Impasse des Sabotiers
- Impasse Louis Le Vau
- Impasse Verdi
- Impasse Voltaire

### Chemins et chemins ruraux
L'entretien de la plupart des chemins ruraux de la commune est géré par l'Association foncière pastorale locale (AFP):
- Chemin de Beauvois
- Chemin des bois de Megreville
- Chemin de la Cale des Quatre Rues
- Chemin des Cassissiers
- Chemin du Champ du Moulin
- Chemin de la Petite Chapelle
- Chemin de La Chapelle à Orléans
- Chemin des Crève-Cœurs
- Chemin de Croquechâtaigne
- Chemin de la Porte de Fer
- Chemin des Écauts
- Chemin de Fourneaux
- Chemin de la Gare
- Chemin de Gouffault à Prenay
- Chemin des Grands Champs
- Chemin des Grèves
- Chemin des Groseilliers
- Chemin des Gribouzys
- Chemin de Halage
- Chemin des Hautes Plantes
- Chemin du Camp des Indiens
- Chemin du Levereau
- Chemin du Louvre
- Chemin des Mariniers
- Chemin de Megreville
- Chemin du Bas de Montaux
- Chemin de la Movineuse
- Chemin de Pierrelayes
- Chemin des Perrières
- Chemin du Petit Pont
- Chemin du Coin Rond
- Chemin du Pigeon Vert
- Chemin de la Piquerotière
- Chemin de la Pointe
- Chemin de la Porte de Fer
- Chemin des Rolandes
- Chemin de Vaussoudun[34]
- Chemin des Vignes
- Ancien Chemin des Voisins
- Nouveau chemin des Voisins

### Allées
- Allée des Acacias
- Allée Aimée Antoinette Camus
- Allée André Eve
- Allée de Monteloup
- Allée des Trois Fossés
- Allée Auguste de Saint-Hilaire
- Allée des Séquoias
- Allée des Tilleuls
- Contre-allée des Trois Fossés

### Autres
- Cité Michelin[14]
- Clos des Bignones
- Clos des Chèvrefeuilles
- Clos des Clématites
- Clos des Glycines
- Clos des Hortensias
- Clos des Jasmins
- Clos des Renouées
- Clos des Vignes
- Levée de la Loire
- Levée de Vaussoudun
- Sentier du Cèdre